# Мурадян, Сергей Вардкесович
Сергей Вардкесович Мурадян (укр. Сергій Вардкесович Мурадян; 20 июля 1960, Красный Луч, СССР) — советский и украинский футболист, полузащитник, нападающий. В настоящее время — на тренерской работе.

## Игровая карьера
Воспитанник краснолучской ДЮСШ. Первые тренеры — Дмитрий Фролов и Александр Акименко. С 1978 года выступал в командах первой и второй лиг чемпионата Советского Союза.
21 марта 1992 года в составе николаевского «Эвис» в игре против одесского «Черноморца» (1:2) дебютировал в высшей лиге чемпионата Украины. В высшей лиге также играл за «Кремень». Всего за кременчугскую команду сыграл более 100 официальных матчей.

## Тренерская карьера
Тренерскую карьеру начинал в «Кремне».
Затем в ДЮСШ «Атлант» (Кременчуг) им были подготовлены Дмитрий Лепа, Павел и Максим Пашаевы, Игорь Гордя, Василий Климов.
В 2005—2007 и 2010—2012 годах возглавлял тренерский штаб клуба «Горняк-Спорт» из Комсомольска, некоторое время работал его спортивным директором. В период с 28 марта по 04 июля 2013 года — ассистент главного тренера казахского клуба «Восток». Финалист Кубка украинской лиги 2009/2010.